# Luis Ángel Maté
Luis Ángel Maté Mardones (Madrid, 23 de marzo de 1984) es un ciclista español que fue profesional desde 2008 hasta 2024.

## Carrera deportiva

### Categorías inferiores

#### Cadete
En 1999, en cadetes su primera carrera fue en Humilladero, y fue segundo. Ser ciclista en un sitio como Marbella no es muy habitual, por lo que su familia tenía que hacer grandes esfuerzos para que Luis corriera; un dato, de cadete su equipo era el ACI, de San Fernando (Cádiz), a 170 km de su casa. 
Un punto clave en su carrera fue cuando ingresó en el CTD (Centro de Tecnificación Deportiva) de la Junta de Andalucía, allí empezó a aprender a ser deportista y ciclista de la mano de gente como Salvador Cabeza de Vaca, pasaba mucho tiempo fuera de casa concentrados en Chiclana y en Dos Hermanas, y los resultados llegaron, ese año, su segundo de cadete, se proclamó, con la selección andaluza de ciclismo Campeón de España de Persecución Olímpica en pista.

#### Júnior
Ya en juveniles corrió en el UCOP de Granada, uno de los mejores equipos de España de su categoría. Allí de la mano de Emilio Rivera, pasó dos años muy buenos. En esos dos años siguió compaginando la pista con la carretera gracias a Emilio que siempre se lo recomendó sin ponerle ninguna pega.

### Ciclismo aficionado
A aficionados pasó al Ávila Rojas, trampolín de grandes ciclistas, los primeros años fueron muy duros, compaginó la bicicleta con los estudios, se sacó el bachillerato en el nocturno, que había dejado, y se matriculó tras pasar por la selectividad, en Ciencias de la Actividad Física y el Deporte, por la Universidad de Granada. En sus dos primeros años en el equipo, bajo la dirección de Ignacio Rodríguez aprendió mucho. 
En su tercera temporada con el equipo aparcó un poco los estudios, gracias al apoyo de sus padres, y se dedicó desde el principio cien por cien a la bicicleta. 
Como ciclista amateur consiguió 8 victorias, algunas de ellas de importancia como las dos etapas que ganó en el Circuito Montañés en 2005 y 2007, la etapa reina de la Vuelta a Tenerife 2007, fue Campeón de Andalucía en Ruta y obtuvo meritorios puestos en las pruebas con más renombre dentro del calendario nacional. Ganó las carreras de G.P. San Xosé de Vigo, el Trofeo del Pavo de Marbella en dos ocasiones y Trofeo San Luis en La Granja de San Ildefonso. Fue varias veces seleccionado por la selección española amateur para competir en pruebas como la Clásica de los Puertos donde hizo un meritorio 14.º puesto en 2007 junto a ciclistas profesionales de la talla de Alejandro Valverde. A Luis ya le tocaba dar el salto definitivo al campo profesional.

### Ciclismo profesional
En 2008 debutó como profesional en el equipo Andalucía-Cajasur en el que estuvo durante una sola temporada. No corrió muchas carreras ese año, tan solo algunas del calendario nacional español.
En 2009 fichó por el equipo continental venezolano Serramenti PVC Diquigiovanni-Androni Giocattoli, gracias a su amistad con Davide Rebellin. Sus primeros éxitos no tardaron en llegar. Luis Ángel debutó con su nuevo equipo en febrero en la Vuelta a Andalucía, se mostró como el corredor más combativo de la carrera y consiguió llevarse la general de la montaña a título individual y la general por equipos con el resto de sus compañeros. Luego, en la Tirreno-Adriático ayudó a su compañero Michele Scarponi a obtener el triunfo en la clasificación general final, llevándose además su escuadra la clasificación general por equipos.
En 2010, en su segunda temporada en la escuadra transalpina comenzó la temporada ganando la sexta etapa del Tour de San Luis, en Argentina, una etapa de montaña con final en el Mirador del Sol (un puerto de unos 7 kilómetros con un desnivel medio del 8,75% y rampas de hasta el 16%), en la que se impuso a ciclistas de la talla de Michael Rasmussen o Vincenzo Nibali.
En 2011 se estrenó con Cofidis en la Ruta del Sur, con una victoria en la cuarta etapa. Además, tuvo una actuación destacada en la Vuelta a España.

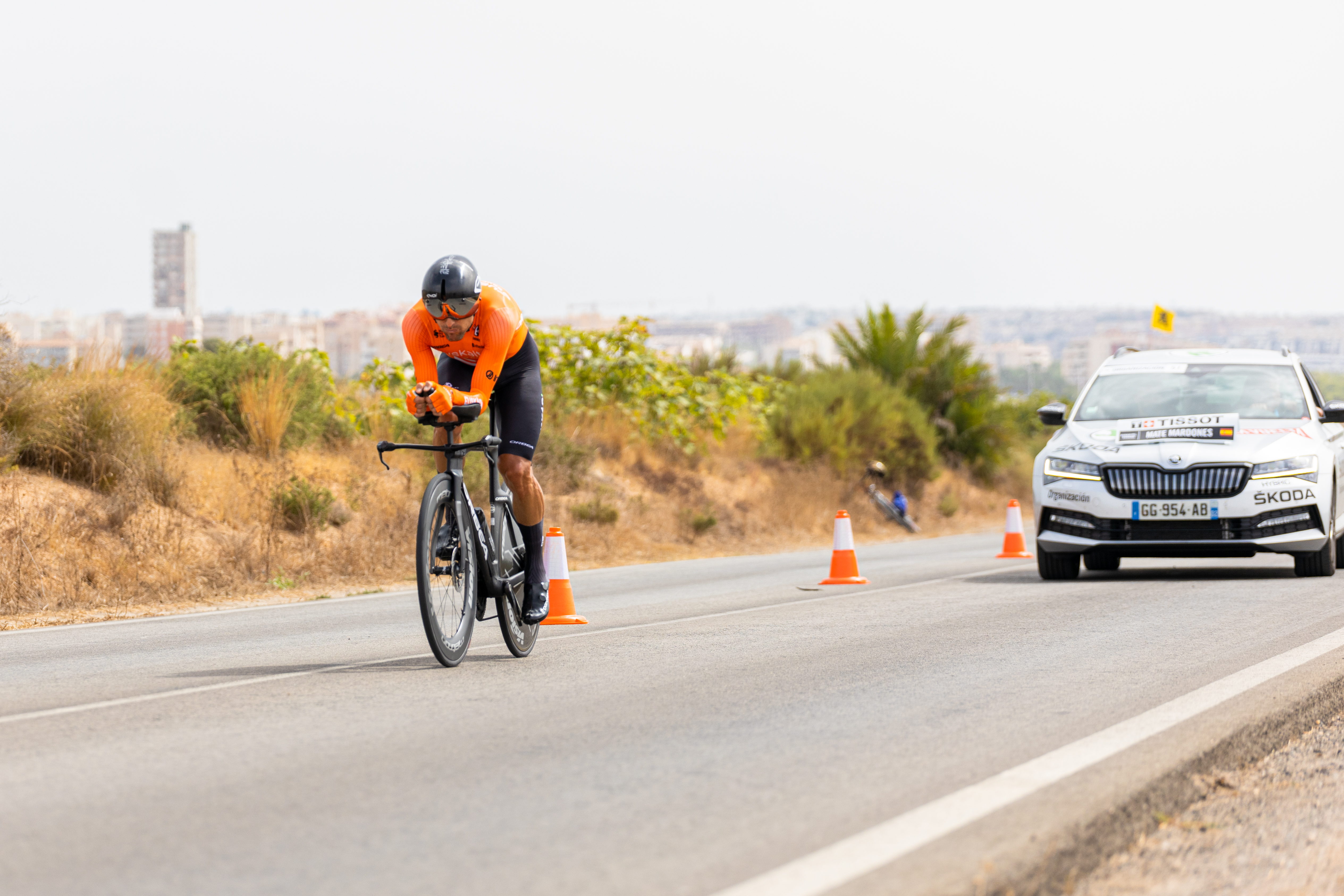
Maté en la Vuelta a España 2022 formando parte del Euskaltel-Euskadi

En 2012 lideró al equipo francés en la Vuelta a Andalucía, donde estuvo en varias fugas y quedó en segunda posición en la primera etapa, con final en Benalmádena, por detrás del también andaluz Javier Ramírez Abeja. Además, en esta misma carrera, ganó las clasificaciones de la montaña y de las metas volantes, y quedó segundo en la clasificación de mejor andaluz. En verano debutó en el Tour de Francia, 22 años después de Jesús Rosado y Mario Lara, los últimos malagueños que lo habían hecho hasta entonces. También corrió de nuevo la Vuelta a España.
La temporada 2013 comenzó muy activo, como siempre, en la Vuelta a Andalucía, donde hizo buenas posiciones en los parciales, escapándosele en la última jornada un maillot de la montaña que tenía casi asegurado. Cuatro días después, disputó la Vuelta a Murcia, en la que consiguió un meritorio 5.º puesto, superado solo por su compañero de equipo Dani Navarro, Bauke Mollema, Alejandro Valverde y Robert Gesink.

## Palmarés
2005
- 1 etapa del Circuito Montañés

2007
- 1 etapa del Circuito Montañés

2010
- 1 etapa del Tour de San Luis

2011
- 1 etapa de la Ruta del Sur

2023
- 1 etapa de la Vuelta a Portugal

2024
- 1 etapa de la Vuelta a Portugal

## Resultados en Grandes Vueltas y Campeonatos del Mundo
| Carrera         | Carrera         | 2008 | 2009 | 2010 | 2011 | 2012  | 2013 | 2014 | 2015 | 2016 | 2017 | 2018  | 2019  | 2020 | 2021 | 2022 | 2023 | 2024 |
| --------------- | --------------- | ---- | ---- | ---- | ---- | ----- | ---- | ---- | ---- | ---- | ---- | ----- | ----- | ---- | ---- | ---- | ---- | ---- |
|                 | Giro de Italia  | —    | —    | —    | —    | —     | —    | —    | —    | —    | —    | —     | —     | —    | —    | —    | —    | —    |
|                 | Tour de Francia | —    | —    | —    | —    | 130.º | 88.º | 31.º | 43.º | 55.º | 56.º | —     | —     | —    | —    | —    | —    | —    |
|                 | Vuelta a España | —    | —    | —    | 63.º | 47.º  | 42.º | 19.º | —    | 22.º | 24.º | 106.º | 102.º | 23.º | 30.º | 62.º | —    | 65.º |
| Mundial en Ruta | Mundial en Ruta | —    | —    | —    | —    | —     | —    | —    | —    | Ab.  | —    | —     | —     | —    | —    | —    | —    | —    |

—: no participa

Ab.: abandono

## Equipos
- Andalucía-Cajasur (2008)
- Serramenti PVC Diquigiovanni-Androni Giocattoli (2009-2010)
- Cofidis (2011-2020)
  - Cofidis, le Crédit en Ligne (2011-2012)
  - Cofidis, Solutions Crédits (2013-2019)
  - Cofidis (2020)
- Euskaltel-Euskadi (2021-2024)